# Kleinsiedlung

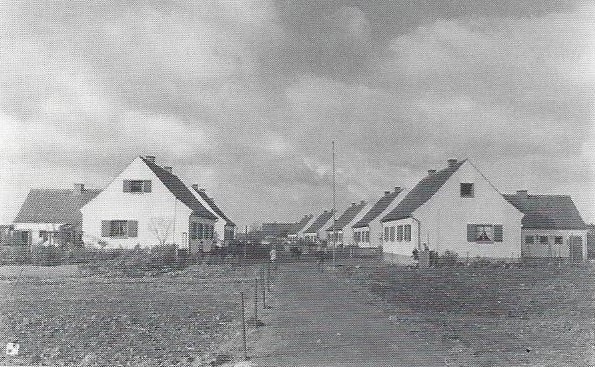
Kleinsiedlung Am Rosengarten in Halle (1937)

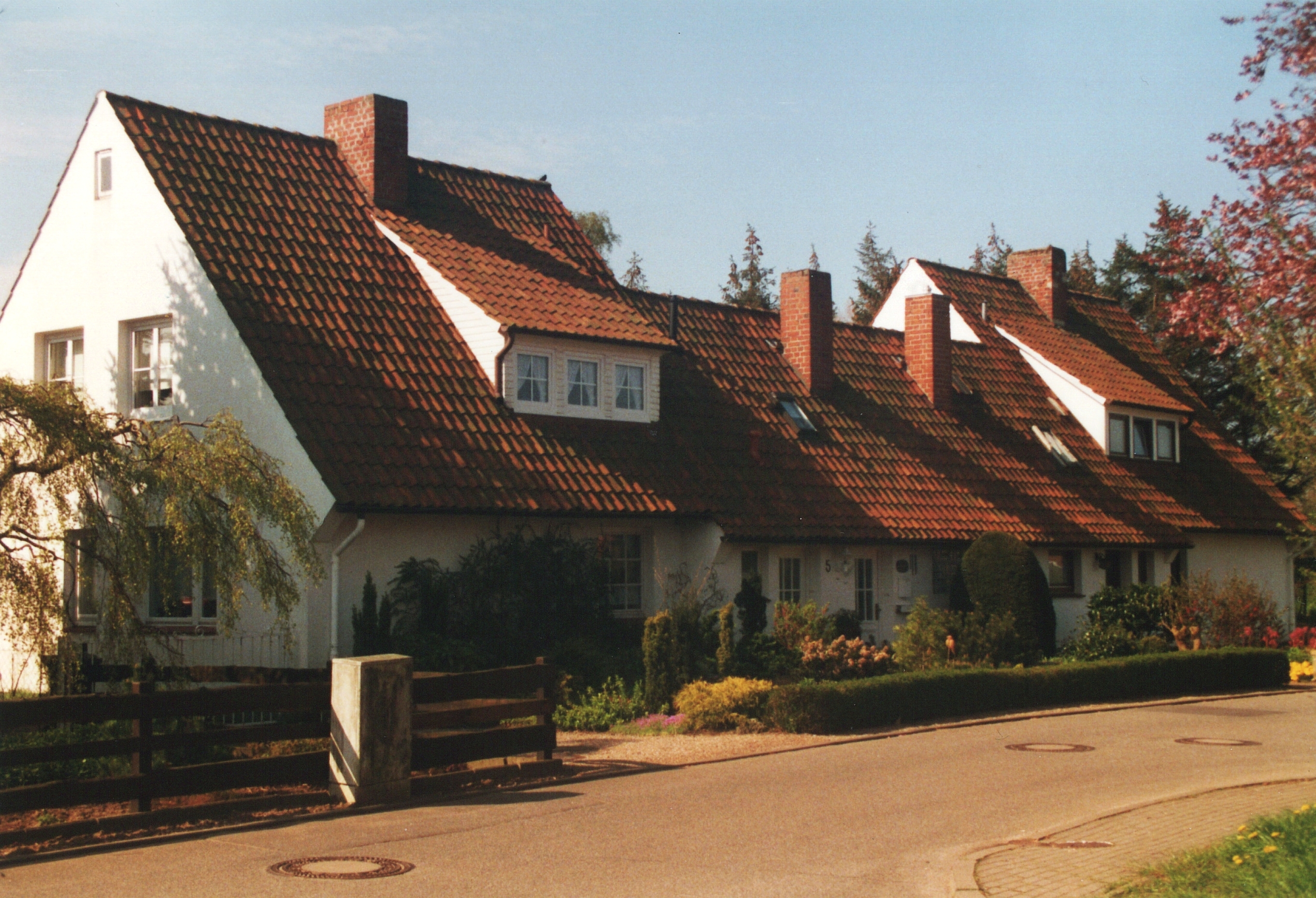
Kettenhaus in Reinbek

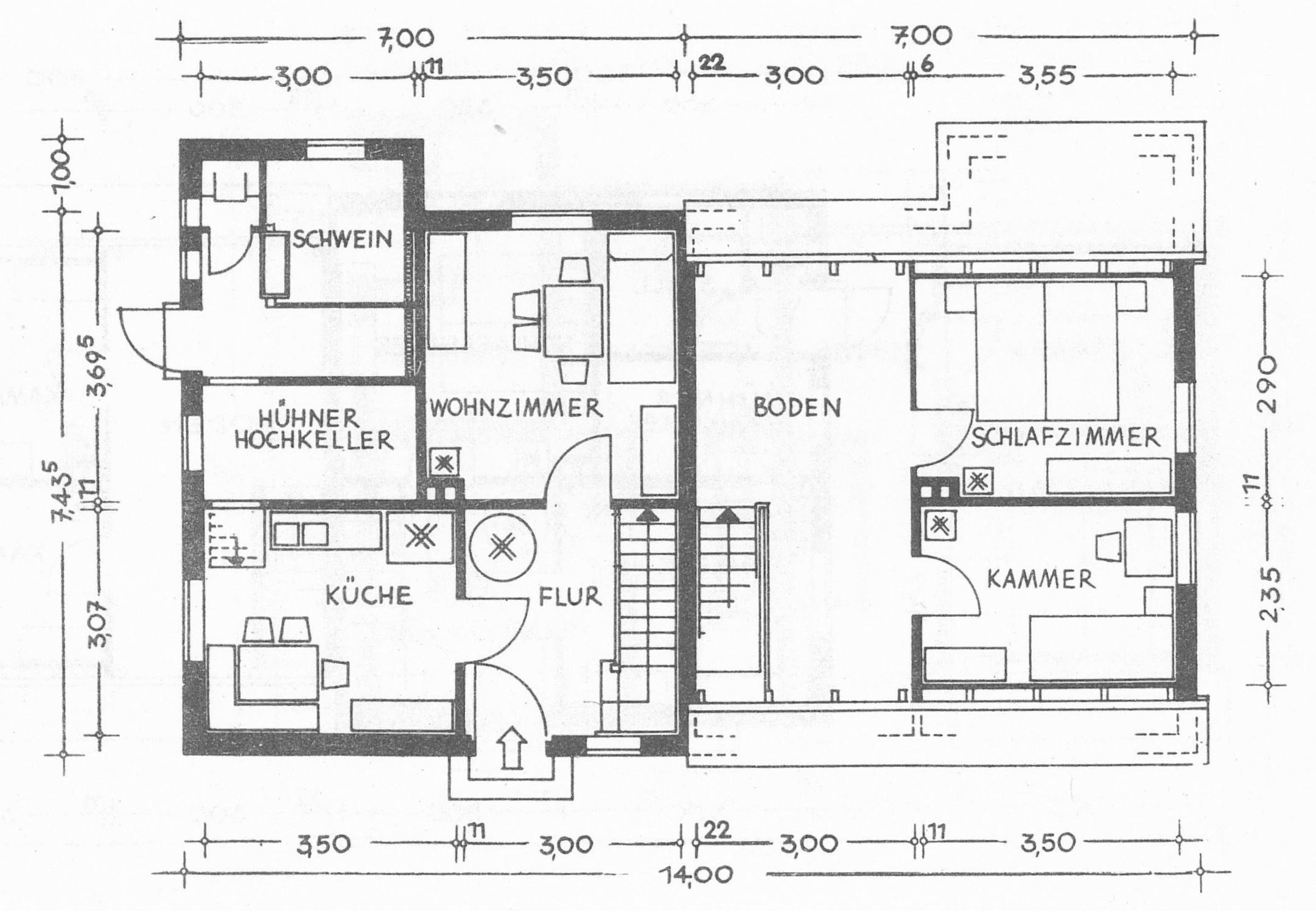
Grundriss eines Kleinsiedlungsgebäudes mit Stall (1951)

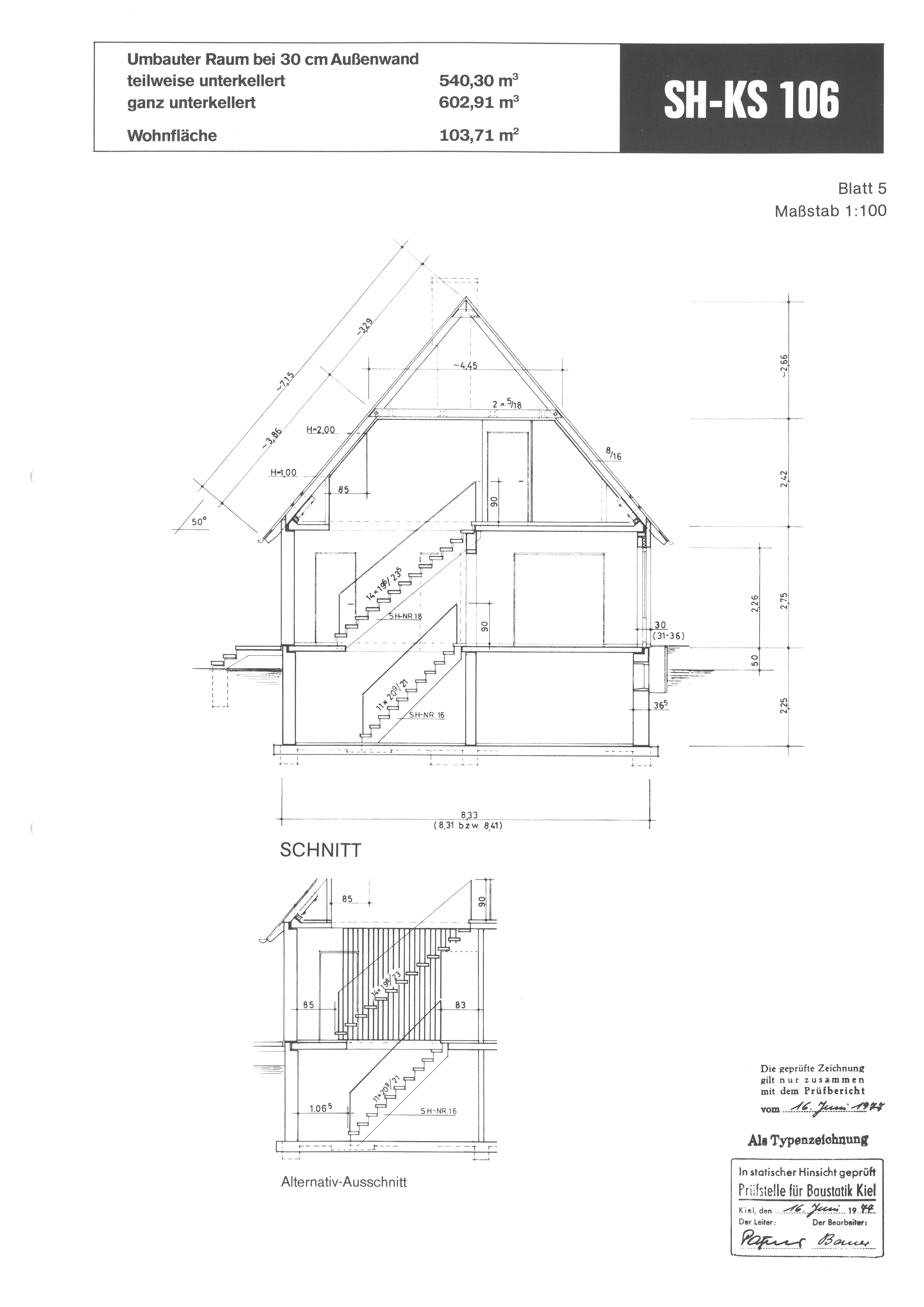
Auszug (Schnittzeichnung) aus der Typenstatik und Typengenehmigung des Typenbaus der Arbeitsgemeinschaft für zeitgemäßes Bauen e. V. für den Kleinsiedlungstyp „SH KS 106“ von 1977

Als Kleinsiedlung wird eine Siedlung verstanden, die planmäßig mit typisierten Wohngebäuden (Siedlungshäusern) mit Nutzgarten und landwirtschaftlichen Nebenerwerbsstellen angelegt wurde. Kleinsiedlungen wurden vor allem in der Zwischenkriegs- und Nachkriegszeit errichtet. Kleinsiedlungsgebiete haben auch Eingang in das deutsche Baurecht gefunden.

## Geschichte
Angesichts der Wohnungsnot kam man schon in der Weimarer Republik auf den Gedanken Kleinsiedlungen einzurichten. Diese Idee war stark mit der Gartenstadtbewegung in Deutschland verknüpft und wurde anfangs von Architekten wie Hermann Muthesius und später von Persönlichkeiten wie Bruno Taut zu einer allgemeingültigen Variante des Sozialen Wohnungsbaus weiterentwickelt.
Kleinsiedlungen waren auch eine Arbeitsbeschaffungsmaßnahme. Für die Nationalsozialisten wurde das Eigenheim zu einem Kernziel der Politik. Besonders propagiert wurde die Kleinsiedlung für Arbeiter, bestehend aus Heimstätten oder Kleinsiedlerstellen.
Im Deutschen Reich 1933 bis 1945 entstanden 100.000 Kleinsiedlungen. In Randgebieten von Städten gelegen, überstanden viele den Luftkrieg.
Nach dem Zweiten Weltkrieg wurde der Bau von Kleinsiedlungen in Westdeutschland gezielt im Rahmen von Wohnungsbauprogrammen gefördert, um die Schaffung von Wohnraum mit der Bildung von (Wohnungs-)Eigentum und – gerade bis Ende der 1950er Jahre – dies mit dem Ziel der Selbstversorgung der Bevölkerung in Krisenzeiten zu verbinden. Diese Kleinsiedlungen sind in der Regel im Rahmen einer Organisierten Gruppenselbsthilfe entstanden. In Schleswig-Holstein – zum Beispiel – sind über 35.000 (geförderte, über 75.000 freifinanzierte) Kleinsiedlungen bis in die 1990er Jahre nach den Typenentwürfen (verbunden mit Typengenehmigungen) der Arbeitsgemeinschaft für zeitgemäßes Bauen e. V. (aber auch in allen anderen Bundesländern in unterschiedlich großem Maßstab betrieben)
realisiert worden. Die Kleinsiedlungen, ab den 1970er Jahren mit kleineren Grundstücken ausgestattet, da der Selbstversorgungsgedanke mit dem wachsenden zeitlichen Abstand zum Krieg keine Rolle mehr spielte.
In der Baunutzungsverordnung (BauNVO) in sogenannten Kleinsiedlungsgebieten geregelt und städtebaulich gefasst.
Die älteren Kleinsiedlungen sind heutzutage im Sinne des flächensparenden Bauens nicht mehr ganz zeitgemäß – viele der mit teilweise sehr großen Grundstücken ausgestatteten Kleinsiedlungen werden heute baulich nachverdichtet. Kleinsiedlungen sind häufig in Siedlergemeinschaften unter dem Dach des Deutschen Siedlerbundes organisiert und pflegen ein mehr oder minder ausgeprägtes soziales Gemeinschaftsleben. Kleinsiedlungen sind frühe Formen von Sozialen oder Gruppen-Wohnprojekten.